# Forze armate del Burkina Faso
Le Forze Armate del Burkina Faso (in francese Forces armées du Burkina Faso) sono le forze armate nazionali del Burkina Faso. Le armi di servizio delle forze armate comprendono il suo Esercito, l'Aeronautica, la Gendarmeria Nazionale e la Milizia Popolare. Essendo un paese senza sbocco sul mare, il Burkina Faso non ha una marina militare.

## Storia
Nel 1966 un colpo di stato militare depose il primo presidente dell'Alto Volta, Maurice Yaméogo, sospese la costituzione, sciolse l'Assemblea Nazionale e pose il tenente colonnello Sangoulé Lamizana a capo di un governo di alti ufficiali dell'esercito. L'esercito rimase al potere per 4 anni; in data 14 giugno 1970, i voltani ratificarono una nuova costituzione che stabilì un periodo transitorio di 4 anni verso un governo totalmente civile. Lamizana rimase al potere per tutti gli anni '70 in qualità di presidente di governi militari o misti con i civili. Dopo il conflitto sulla costituzione del 1970, nel 1977 venne scritta ed approvata una nuova costituzione e Lamizana venne rieletto nelle elezioni aperte del 1978.
Il governo di Lamizana affrontò i problemi con i tradizionalmente potenti sindacati del paese e il 25 novembre del 1980, il colonnello Saye Zerbo rovesciò il presidente Lamizana in un colpo di stato senza spargimento di sangue. Il colonnello Zerbo istituì il Comitato Militare di Recupero per il Progresso Nazionale come autorità governativa suprema, sradicando così la costituzione del 1977.
Anche il colonnello Zerbo incontrò resistenza da parte dei sindacati e venne rovesciato due anni dopo il 7 novembre 1982 dal maggiore Dr. Jean-Baptiste Ouédraogo e dal Consiglio di Salvezza Popolare (CSP). Il CSP continuò a bandire i partiti e le organizzazioni politiche, ma promise una transizione verso un governo civile e una nuova costituzione.
Si sviluppò una lotta intestina tra i moderati del CSP e i radicali guidati dal capitano Thomas Sankara, che venne nominato primo ministro nel gennaio 1983. La lotta politica interna e la retorica di sinistra di Sankara portarono al suo arresto e ai successivi sforzi di realizzare il suo rilascio, diretti dal capitano Blaise Compaoré. Questo sforzo di rilascio comportò l'ennesimo colpo di stato militare, il 4 agosto 1983. Compaoré salì al potere con il colpo di stato del 1987 che portò alla morte di Sankara.
Il 15 febbraio 2011, a Ouagadougou i soldati si ammutinarono per le indennità di alloggio non pagate. Il 18 aprile 2011, venne riferito che si era diffuso un ammutinamento militare in Burkina Faso in una quarta città, Kaya, dopo le manifestazioni a Po e a Tenkodogo. Il 29 aprile 2011, l'esercito dichiarò che l'ammutinamento sarebbe terminato dopo che Compaoré aveva promesso di migliorare le indennità di alloggio, di vestiario e di cibo dei militari, sebbene ci siano state proteste successive da parte dei soldati.
Dopo un colpo di stato da parte dei membri del Regiment of Presidential Security il 16 settembre 2015, le unità dell'esercito marciarono su Ouagadougou per opporsi al colpo di stato, con il risultato del ripristino del governo di transizione del Burkina Faso (che era stato nominato dopo la rivolta burkinabé del 2014) il 23 settembre 2015.

## Forze Terrestri

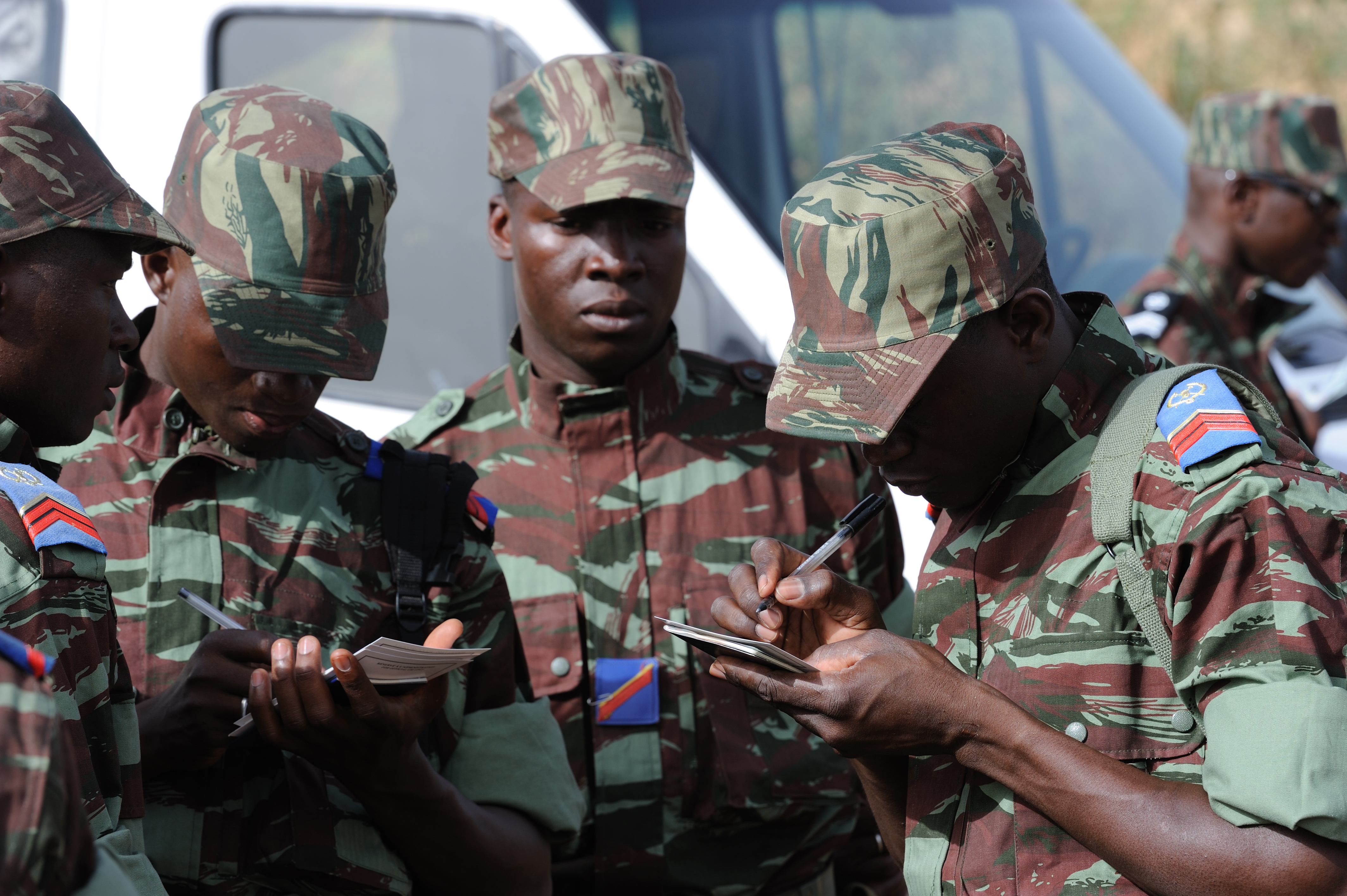
I soldati del Burkina Faso prima dello schieramento di un'esercitazione in Mali (2010)

L'Esercito del Burkina Faso (Armée de Terre – Forze Terrestri) è una struttura scheletrizzata delle forze di 5 800-6 000 ufficiali e soldati, aumentata da una forza militare di leva o Milizia popolare di circa 45 000 uomini e donne. A differenza delle forze di polizia e di sicurezza, l'esercito e la milizia popolare sono organizzati secondo modelli e precetti sovietici/cinesi. L'esercito è dotato di autoblindati leggeri e qualche cannone montato.
L'International Institute for Strategic Studies stimò nel 2011-12 che il Burkina Faso aveva 6 400 uomini dell’Armée de Terre in tre regioni militari, un battaglione corazzato (due plotoni corazzati), cinque reggimenti di fanteria che possono essere sottoforza e un reggimento aviotrasportato. Anche i battaglioni d'artiglieria e del Genio sono elencati.
Negli ultimi anni, gli Stati Uniti hanno iniziato a fornire assistenza militare e d'addestramento per le forze terrestri del Burkina Faso. Hanno addestrato tre battaglioni di 750 uomini per le operazioni di sostegno alla pace nel Darfur. Nel corso di una recente ispezione delle Nazioni Unite, un gruppo di valutazione del Dipartimento della Difesa degli Stati Uniti trovò il battaglione Laafi del Burkina Faso distribuire beni in Sudan. Usando un piccolo budget dell'International Military Education and Training (IMET) del Dipartimento della Difesa, l'Ambasciata degli Stati Uniti ha stabilito corsi di lingua inglese presso una base militare LAT e ha portato gli ufficiali LAT a frequentare corsi d'addestramento ufficiali negli Stati Uniti. Il governo del Burkina Faso, inoltre, ha accettato un'ulteriore assistenza d'addestramento degli Stati Uniti nelle tattiche anti-terrorismo e nell'assistenza umanitaria. Il Burkina Faso è recentemente diventato un membro della Trans-Saharan Counterterrorism Initiative (TSCTP).
Tre anni di attacchi sempre più frequenti e mortali, da parte di vari gruppi jihadisti, hanno indotto il 6 gennaio 2019 la sostituzione del capo di stato maggiore dell'esercito, il generale Oumarou Sadou, nominato tre anni fa con lo stesso mandato, con il generale Moise Minoungou.
C'è un campo di addestramento multinazionale nel dipartimento di Loumbila, gestito da istruttori cechi e polacchi.

## Equipaggiamento

### Piccole armi

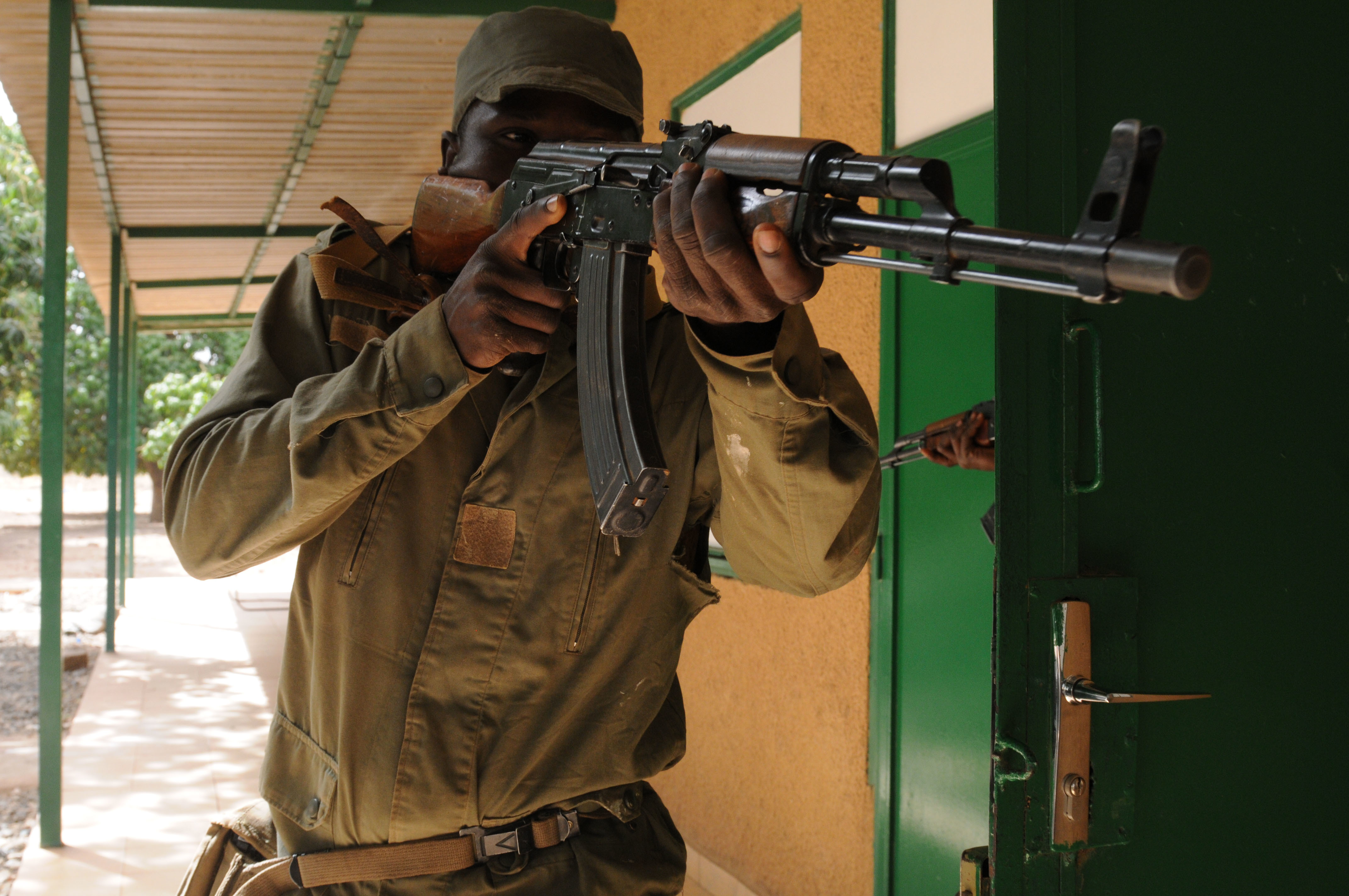
Un soldato burkinabé con un AKM durante un'esercitazione.

| Nome        | Origine          | Tipo                           | Variante           | Note |
| ----------- | ---------------- | ------------------------------ | ------------------ | ---- |
| Walther PP  | Germania         | Pistola semiautomatica         |                    |      |
| HK G3       | Germania         | Fucile da battaglia            |                    |      |
| AK-47       | Russia           | Fucile d'assalto               | AKM, AK-103, AK-12 |      |
| FN MAG      | Belgio           | Mitragliatrice ad uso generale |                    |      |
| SIG SG 540  | Svizzera         | Fucile d'assalto               |                    |      |
| M2 Browning | Stati Uniti      | Mitragliatrice pesante         | M2HB               |      |
| RPG-7       | Unione Sovietica | RPG                            |                    |      |

### Corazzati

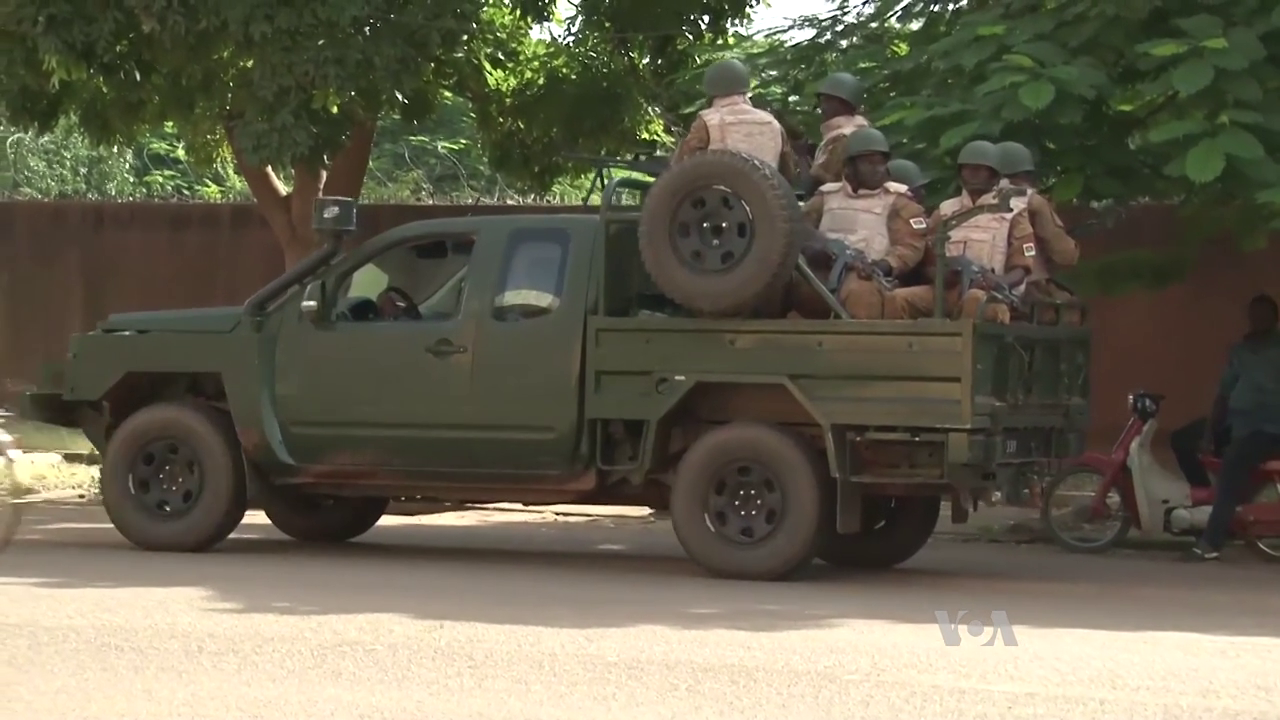
Un ACMAT ALTV burkinabé.

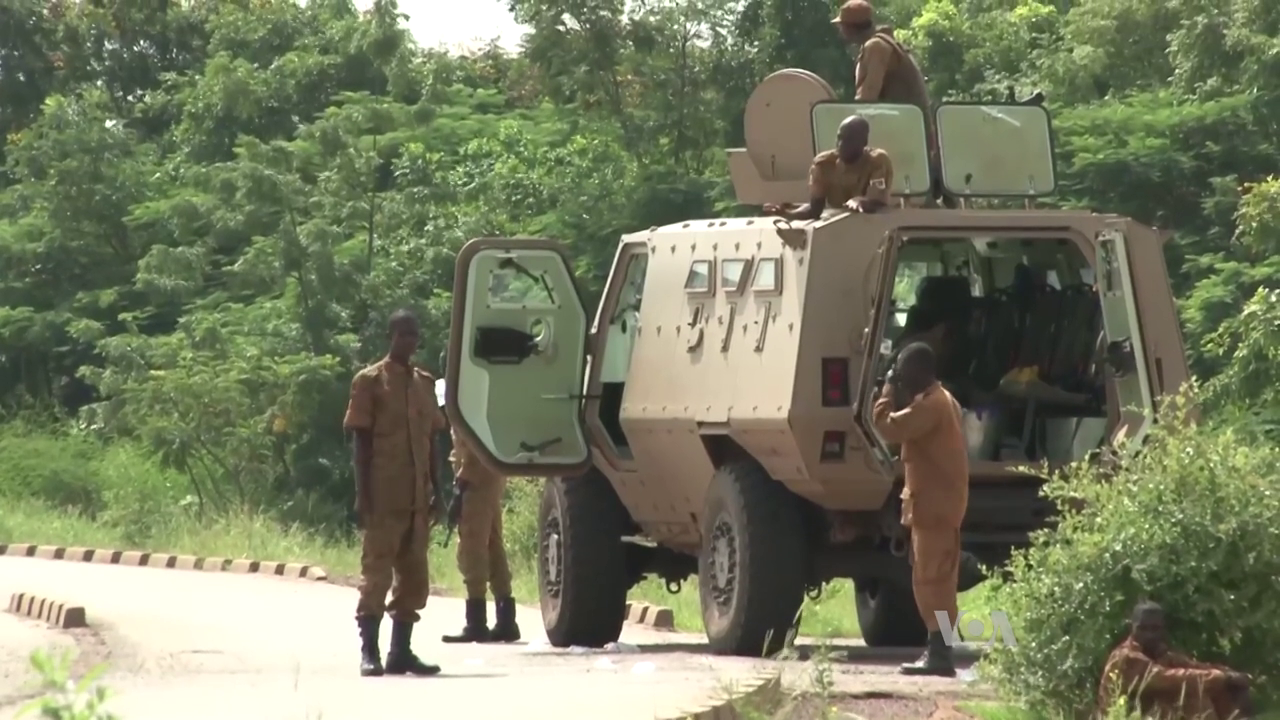
Un APC Bastion.

| ACMAT Bastion       | Francia     | Veicolo trasporto truppe | 100+ |                                      |
| Panhard M3          | Francia     | APC                      | 13   |                                      |
| PUMA M26-15         | Sudafrica   | MRAP                     | 31   |                                      |
| Gila                | Sudafrica   | MBPV                     | 6    |                                      |
| Eland-90            | Sudafrica   | Autoblindo               | 4    |                                      |
| Panhard AML 60      | Francia     | Autoblindo               | 15   | di cui 13 erano AML 90               |
| EE-9 Cascavel       | Brasile     | Autoblindo               | 24   |                                      |
| M8 Greyhound        | Stati Uniti | Autoblindo               | 10   | incluse 2 autoblindo commerciali M20 |
| Ferret armoured car | Regno Unito | Autoblindo               | 30   |                                      |
| ACMAT ALTV          | Francia     | Veicolo tattico          | 10+  |                                      |

## Aeronautica

Coccarda corrente utilizzata dall'aviazione del Burkina Faso

L'Aeronautica venne fondata nel 1964 come Escadrille de la République de Haute-Volta (EHV) o Squadrone Aereo della Repubblica dell'Alto Volta, un'unità subordinata dell'esercito. Quell'anno, venne creata una base di supporto aereo transitorio con l'assistenza dell'aeronautica francese. Dopo aver acquisito una flotta iniziale di aerei commerciali e da trasporto, lo squadrone venne collegato a un reggimento di supporto interarmata. Nel 1970, l’Escadrille venne rinominato Force Aérienne de Haute-Volta, o FAHV, e nel 1977 divenne una forza autonoma. Nel mese di ottobre 1985, venne inaugurata la Force Aérienne de Burkina Faso, o FABF.
L'EHV venne inizialmente formato con due Douglas C-47 Skytrain e tre MH-1521M Broussard. Questi vennero poi seguiti da due elicotteri Alouette III SA-316 B, utilizzati principalmente per scopi di collegamento, un bimotore commerciale leggero Aero Commander 500, due trasporti bimotore a turboeliche gemelle Hawker Siddeley-HS-748-2A e due aerei da trasporto a turboelica Nord 262. Vennero formate due escadrilles (squadre) o sottoformazioni: l'Escadrille de Transport (unità di trasporto), e l'Escadrille d'Hélicoptères (Unità Elicotteri). In seguito, venne aggiunto l'Escadrille d'Entraînement (Unità d'addestramento). Tutti gli squadroni ebbero sede inizialmente presso Ouagadougou.
A metà del 1984, l'aiuto militare libico portò otto caccia a reazione Mikoyan-Gurevich MiG-21, insieme a due versioni di addestratori di combattimento MiG-21U. Questi caccia ex-Aeronautica libica MiG-21 'Fishbed' ebbero base ad Ouagadougou, anche se vennero effettivamente operati dall'Aeronautica libica in prestito dalla Libia e vennero rimossi nel 1985 senza vedere il combattimento. Un solo MiG-17F Fresco che venne operato anche dalle FABF vide il servizio di combattimento nella guerra della striscia di Agacher nel 1985-86.
Nel 1985, la FABF acquisì anche due elicotteri da trasporto Mi-4 ex-sovietici da un fornitore sconosciuto, seguiti da altri due Mi-4. I Mi-4 vennero operati dalla FABF fino alla fine del 1980, quando vennero messi fuori servizio. Vennero poi aggiunti all' Escadrille d'Hélicoptères cinque elicotteri da trasporto Mi-8/17. Mentre supervisionava il cessate il fuoco dopo la guerra della striscia di Agacher, un SA-316B Alouette III delle FABF si schiantò a Kouni il 14 gennaio del 1986, lasciando solo uno SA.316B ancora in servizio con l’Escadrille d'Hélicoptères.
Nel 1986, la FABF formò una nuova unità, l’Escadrille de Chasse (EdC) (Unità d'Attacco). A metà del 1986 sei addestratori armati/aerei d'attacco leggero ex-Aeronautica filippina SF-260WP Warrior vennero acquisiti da un commerciante in Belgio, che offrì alla FABF un'alternativa molto più semplice e meno costosa nel supporto tattico aereo ai costosi MiG. I Warrior non vennero utilizzati solo per l'addestramento dei piloti, ma anche come aerei d'attacco leggeri e un certo numero di loro vennero impiegati dalla FABF nell’Escadrille de Chasse (EdC). Quattro SF-260WP supplementari vennero successivamente acquistati direttamente dall'Italia. Sei velivoli ex filippini SF-260WP vennero presi fuori servizio nel 1993 e restituiti al precedente proprietario, anche se i quattro aerei SF-260WP di nuova costruzione vennero trattenuti in servizio e posti di stanza nella base aerea di Bobo Dioulasso.
La maggior parte degli altri velivoli leggeri vennero acquisiti dalla FABF negli anni '70 e negli anni '80 vennero inoltre messi in pensione insieme agli elicotteri Mi-4, ma vennero effettuate alcune recenti acquisizioni, tra cui un Beechcraft King Air, un Piper PA-34 Seneca, un aereo leggero d'addestramento CEAPR Robin, e un solo aereo di spruzzo aereo per insetticidi a spruzzo Air Tractor AT-802, acquistato dopo che la parte settentrionale del paese subì danni alle colture pesanti dall'invasione delle brulicanti locuste del 2004. Nel 2009, due autogiri Xenon Gyroplane vennero acquistati per l'utilizzo da parte della polizia e delle forze di sicurezza.
Alla fine del 2005, la FABF acquistò due elicotteri d'attacco Mil Mi-35 'Hind' dalla Russia in risposta evidente delle mosse della vicina Costa d'Avorio per rafforzare le proprie capacità di attacco aereo durante la guerra civile ivoriana.

### Aerei

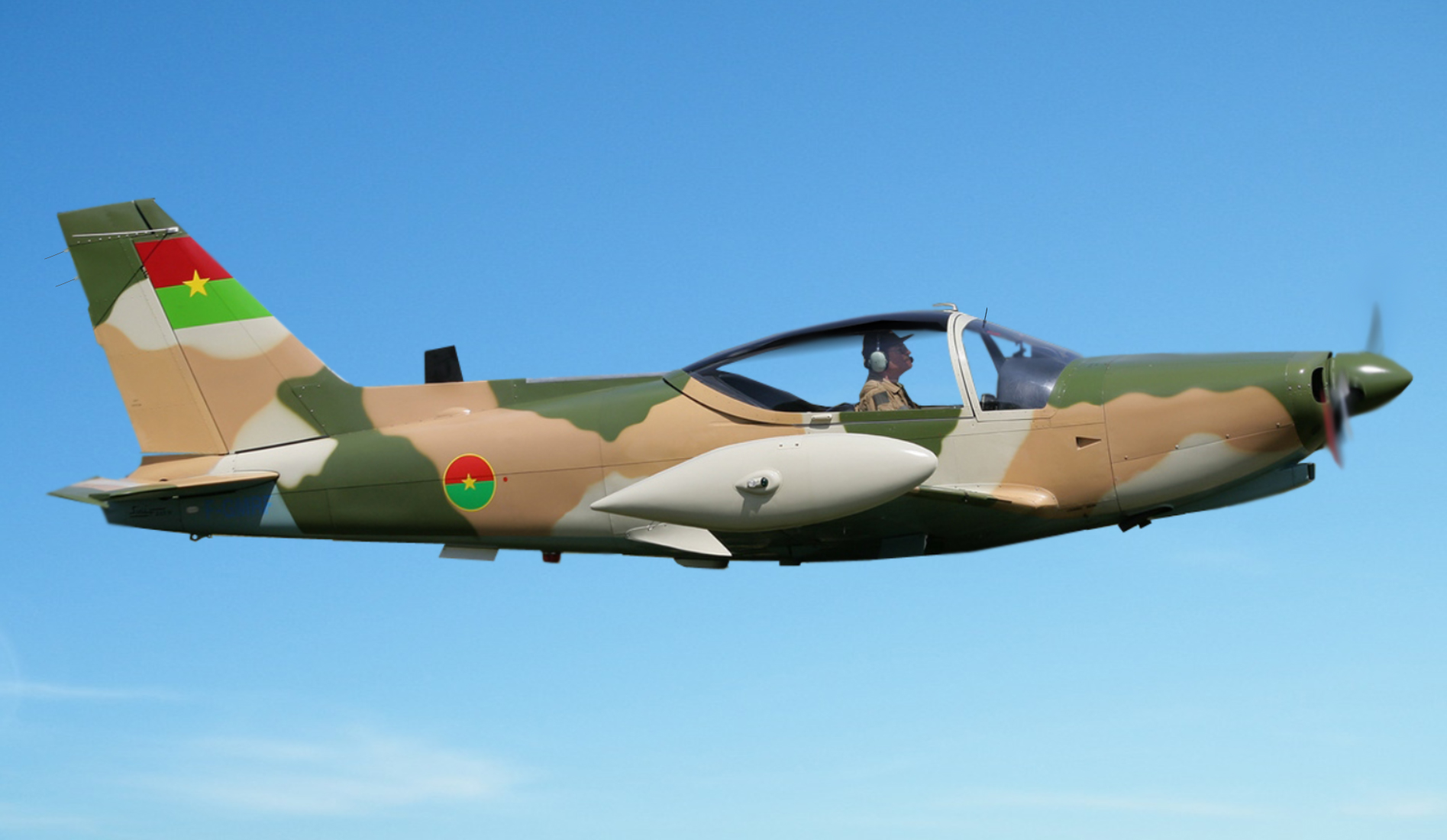
Un SF 260C in Francia, dipinto con la livrea della Forza Aerea del Burkina Faso

| Aereo                     | Origine                | Tipo                   | Variante               | In servizio            | Note                         |
| Aerei da combattimento    | Aerei da combattimento | Aerei da combattimento | Aerei da combattimento | Aerei da combattimento | Aerei da combattimento       |
| ------------------------- | ---------------------- | ---------------------- | ---------------------- | ---------------------- | ---------------------------- |
| Embraer EMB-314           | Brasile                | attacco leggero        |                        | 3                      |                              |
| Trasporto                 |                        |                        |                        |                        |                              |
| Beechcraft Super King Air | Stati Uniti            | trasporto              | 200                    | 1                      |                              |
| Elicotteri                |                        |                        |                        |                        |                              |
| Mil Mi-17                 | Russia                 | commerciale            | Mi-171                 | 3                      |                              |
| Mil Mi-24                 | Russia                 | attacco                |                        | 2                      |                              |
| Bell UH-1                 | Stati Uniti            | commerciale            | UH-1H                  | 2                      | donati dal governo di Taiwan |
| Eurocopter AS350          | Francia                | commerciale            |                        | 1                      |                              |
| Aereo da addestramento    |                        |                        |                        |                        |                              |
| SIAI-Marchetti SF.260     | Italia                 | addestramento di base  |                        | 4                      |                              |

## Gradi militari

### Forze terrestri

#### Ufficiali
|         | Ufficiali generali | Ufficiali generali         | Ufficiali generali    | Ufficiali generali  | Ufficiali superiori  | Ufficiali superiori | Ufficiali superiori | Ufficiali inferiori | Ufficiali inferiori | Ufficiali inferiori | Ufficiali inferiori |
| ------- | ------------------ | -------------------------- | --------------------- | ------------------- | -------------------- | ------------------- | ------------------- | ------------------- | ------------------- | ------------------- | ------------------- |
| Titolo  | Generale d'armata  | Generale di corpo d'armata | Generale di divisione | Generale di brigata | Colonnello superiore | Colonnello          | Tenente colonnello  | Comandante          | Capitano            | Tenente             | Sottotenente        |
| Insegna |                    |                            |                       |                     |                      |                     |                     |                     |                     |                     |                     |

#### Sottuficiali
|         | Sottufficiali | Sottufficiali | Sottufficiali     | Sottufficiali | Sottufficiali | Truppa           | Truppa   | Truppa         | Truppa           |
| ------- | ------------- | ------------- | ----------------- | ------------- | ------------- | ---------------- | -------- | -------------- | ---------------- |
| Titolo  | Aiutante capo | Aiutante      | Sergente maggiore | Sergente capo | Sergente      | Caporalmaggiore  | Caporale | Soldato scelto | Soldato semplice |
| Insegna |               |               |                   |               |               | Nessuna immagine |          |                | Nessuna immagine |

### Forze aeree

#### Ufficiali
|         | Ufficiali generali | Ufficiali generali         | Ufficiali generali    | Ufficiali generali  | Ufficiali superiori  | Ufficiali superiori | Ufficiali superiori | Ufficiali inferiori | Ufficiali inferiori | Ufficiali inferiori | Ufficiali inferiori |
| ------- | ------------------ | -------------------------- | --------------------- | ------------------- | -------------------- | ------------------- | ------------------- | ------------------- | ------------------- | ------------------- | ------------------- |
| Titolo  | Generale d'armata  | Generale di corpo d'armata | Generale di divisione | Generale di brigata | Colonnello superiore | Colonnello          | Tenente colonnello  | Comandante          | Capitano            | Tenente             | Sottotenente        |
| Insegna |                    |                            |                       |                     |                      |                     |                     |                     |                     |                     |                     |

#### Sottufficiali
|         | Sottufficiali | Sottufficiali | Sottufficiali     | Sottufficiali | Sottufficiali | Truppa           | Truppa   | Truppa        | Truppa           |
| ------- | ------------- | ------------- | ----------------- | ------------- | ------------- | ---------------- | -------- | ------------- | ---------------- |
| Titolo  | Aiutante capo | Aiutante      | Sergente maggiore | Sergente capo | Sergente      | Caporalmaggiore  | Caporale | Aviere scelto | Aviere           |
| Insegna |               |               |                   |               |               | Nessuna immagine |          |               | Nessuna immagine |